# 木雅语
木雅语（məɲɑsu，藏语：mi nyag skad；或曼牙科、么呢阿），是汉藏语系羌语支的一种语言，使用人数超过有一万人。木雅语研究主要由池田巧完成。
操木雅语的人被识别为藏族。
由于木雅语的藏文名与西夏的藏文名一样，都是（藏語：མི་ཉག་，威利转写：mi nyag），漢文曾把藏文མི་ཉག་音譯為“弭藥”，很多学者怀疑讲木雅的藏族人可能是西夏人的后代，但这一看法颇有争议，虽然木雅语和西夏文都属于羌语支，但两种语言区别很大，可能羌语支的其他语言（如羌语）与西夏文之间的关系更为密切。
不同于嘉绒语，木雅语已经脱落了所有的韵尾，简化了所有的复辅音，但是有非常丰富的元音系统，有鼻化元音和松紧元音的对立。

## 方言
《民族语》（21版）列出东部方言和西部方言。木雅语分布在
- 雅安市石棉县
- 九龙县唐古乡（thang gu）
- 甘孜州康定市朋布（phur bu）、沙德（gsar sde）、宜代（vjig rten）、六巴（klu pa）四个乡

孙宏开 (1991)记录了四川康定市沙德镇和六巴乡的木雅语方言。:219

## 脚注
1. ↑  Hammarström, Harald; Forkel, Robert; Haspelmath, Martin; Bank, Sebastian (编). . . Jena: Max Planck Institute for the Science of Human History. 2016.
2. ↑  UNESCO Atlas of the World's Languages in danger, UNESCO
3. ↑   (PDF).   [2021-11-02]. （原始内容存档 (PDF)于2021-11-01） –Asia Harvest.
4. ↑   (PDF). （原始内容 (PDF)存档于2015-06-10） –Asia Harvest.
5. ↑  . places.kmaps.virginia.edu.   [2023-03-24]. （原始内容存档于2023-03-24）.
6. ↑  Sun 1991

## 外部連結
- 木雅語ISO代碼 （页面存档备份，存于）
- 木雅语的语音资料